# آستون مارتین ونتیج (۲۰۰۵)

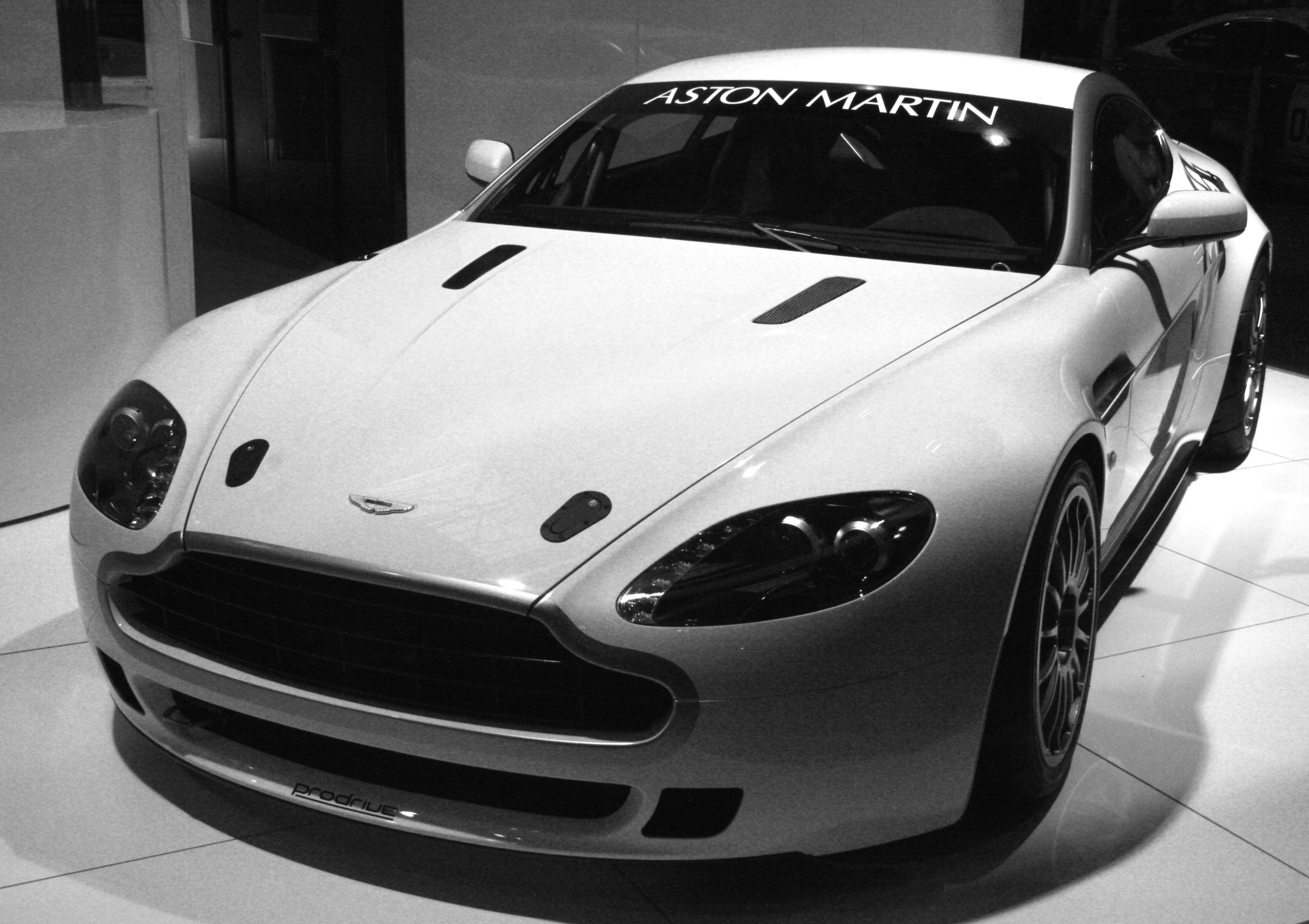

آستون مارتین ونتیج (به انگلیسی: Aston Martin Vantage) مدل سال ۲۰۰۵ موفق ترین خودروی استون مارتین در طول تاریخ است که در انگلستان تولید میگردد .تولید مدل ۸ سیلندر آن تا سال  ۲۰۱۷ و تولید مدل ۱۲ سیلندر آن تا سال ۲۰۱۸ ادامه داشت
این خودرو در کلاس خودرو GT قرار گرفته، طراحی آن توزیع نیروی پیشران بوده است.